# Future (rapper)
Nayvadius DeMun Wilburn (sinh ngày 20 tháng 11 năm 1983) hay còn được biết đến với nghệ danh Future, là một rapper người Mỹ.

## Danh sách album

### Album phòng thu
- Pluto (2012)
- Honest (2014)
- DS2 (2015)
- Evol (2016)
- Future (2017)
- Hndrxx (2017)

### Mixtape
- Monster (2014)
- Beast Mode (2015)
- 56 Nights (với DJ Esco) (2015)
- What a Time to Be Alive (với  Drake) (2015)
- Purple Reign (2016)
- Super Slimey (với Young Thug) (2017)